# جيمس جي. مارتن
جيمس جي. مارتن (بالإنجليزية: James G. Martin)‏ هو كيميائي وسياسي أمريكي، ولد في 11 ديسمبر 1935 في سافانا في الولايات المتحدة. حزبياً، نشط في الحزب الجمهوري. وقد انتخب حاكم كارولينا الشمالية ‏ (5 يناير 1985 – 9 يناير 1993) وانتخب عضو مجلس النواب الأمريكي عن دائرة North Carolina's 9th congressional district ‏ (3 يناير 1973 – 3 يناير 1985).